# Лютиця
Лю́тиця — річка в Україні, в межах  Рожищенського району Волинської області. Ліва притока Стиру (басейн Прип'яті). 

## Опис
Довжина 37 км. Річна типово рівнинна. Долина широка і неглибока. Заплава місцями заболочена. Річище слабозвивисте, місцями випрямлене і каналізоване. 

## Розташування
Лютиця бере початок на південь від села Залісці. Тече в межах Поліської низовини переважно на північний схід. Впадає до Стиру неподалік від південно-західної околиці села Навіз.